# Schloss Prugg

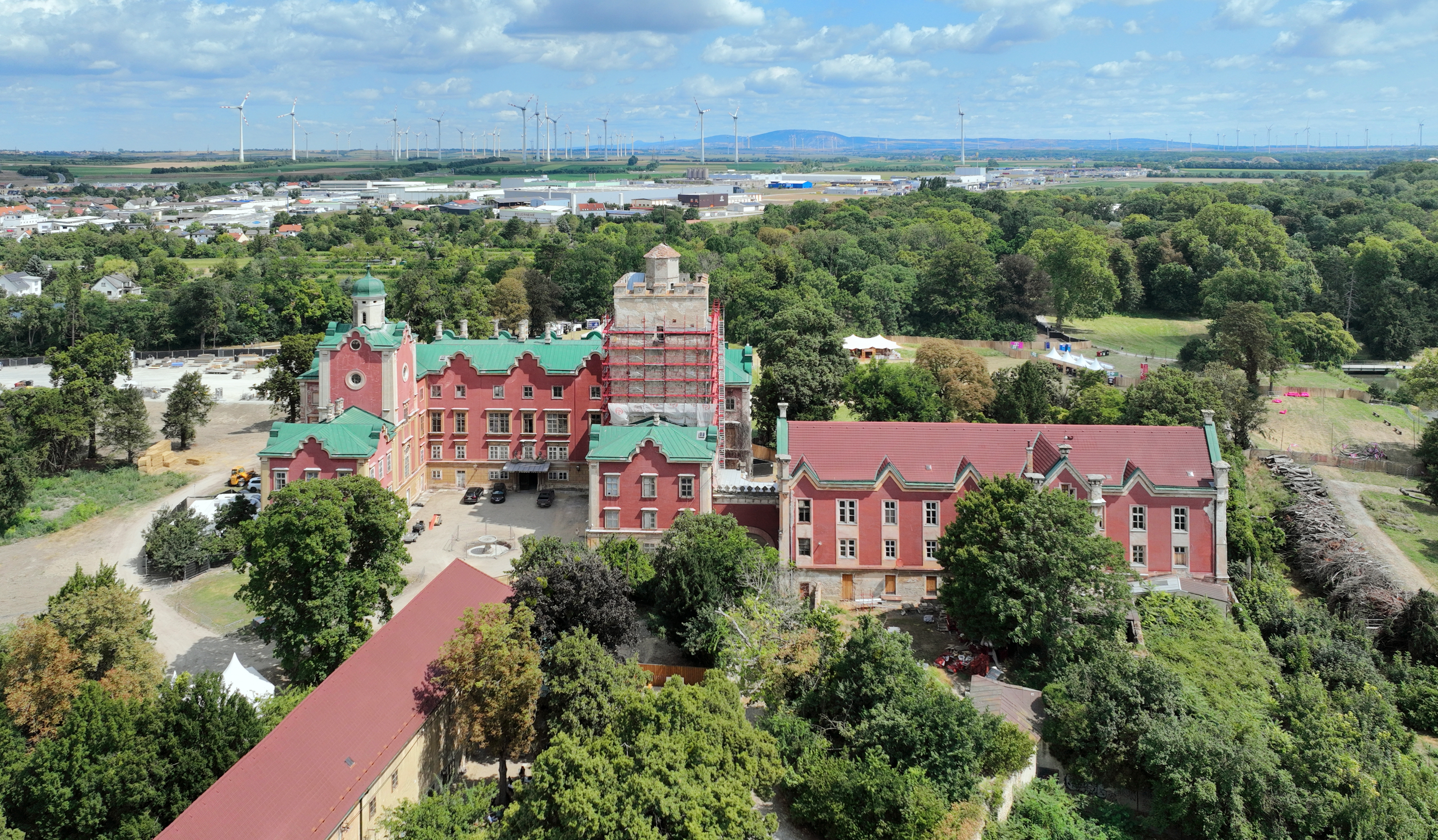
Schloss Prugg

Das Schloss Prugg ist ein Stadtschloss in Bruck an der Leitha in Niederösterreich.
Das in Privatbesitz der Familie Harrach befindliche Schloss mitsamt seinem Park und Nebengebäuden bildet eine eigene Katastralgemeinde von Bruck. Das Schloss ist nicht frei zugänglich, während der Park öffentlich ist.

## Geschichte

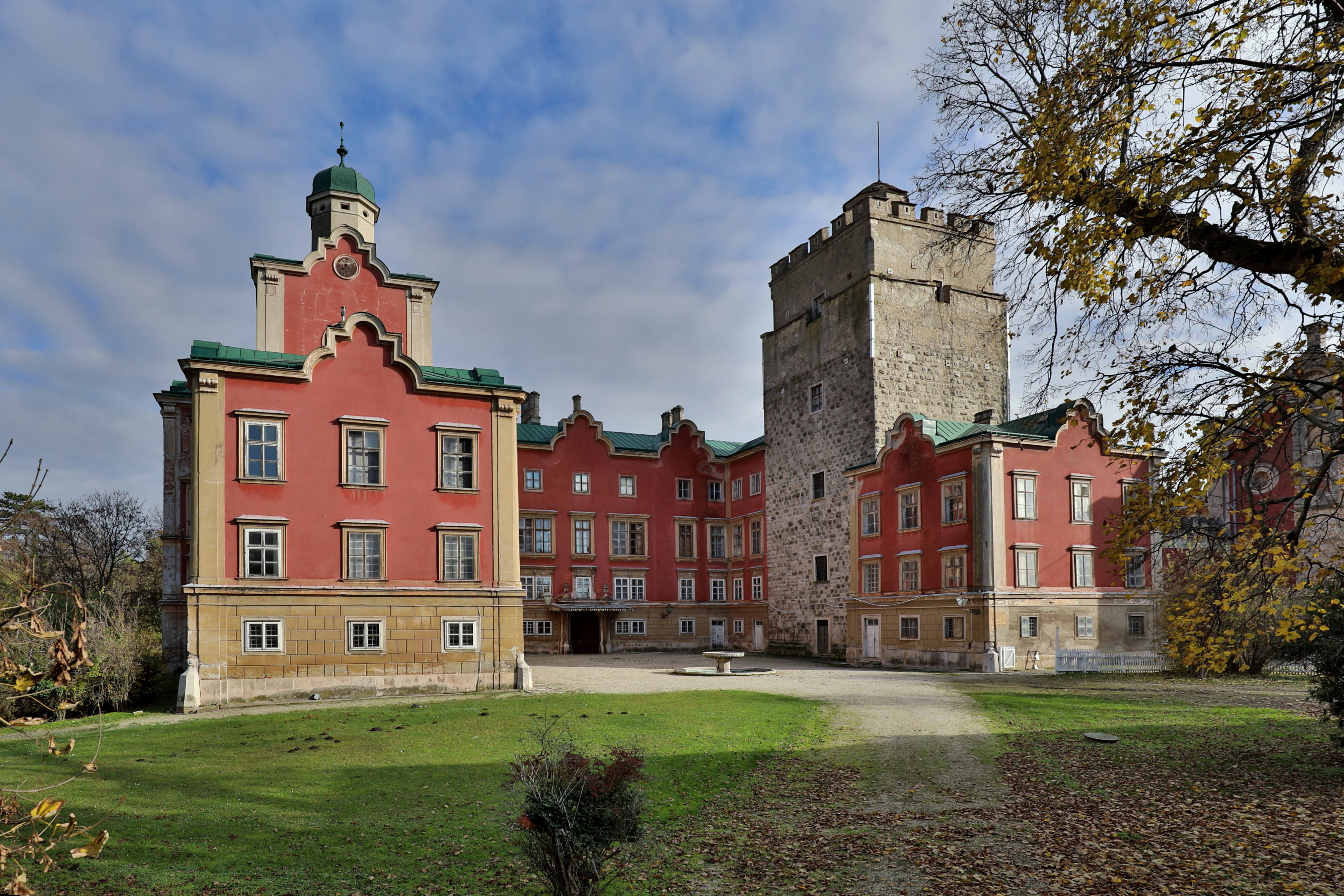
Frontseite des Schlosses

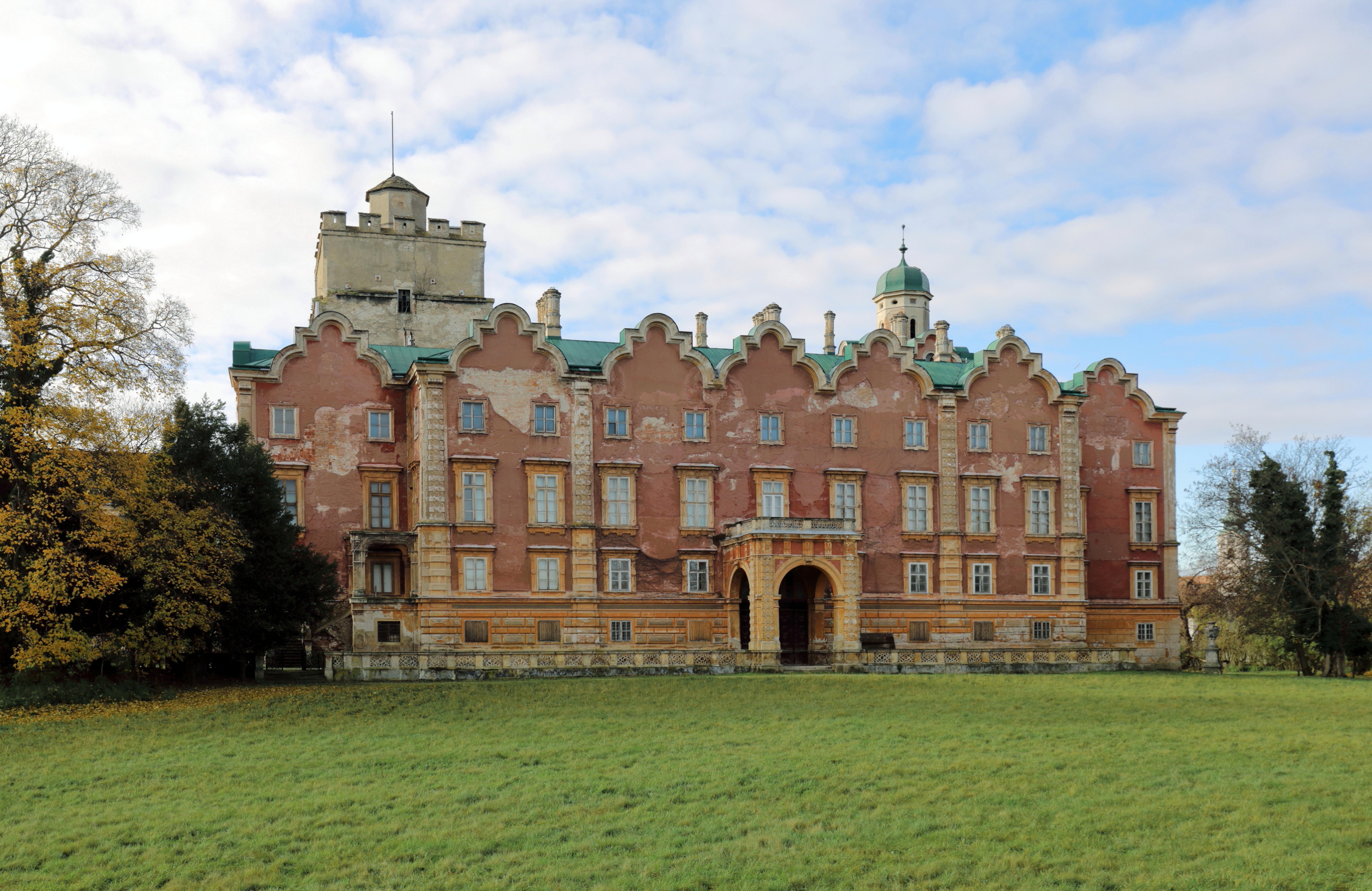
Rückseite des Schlosses

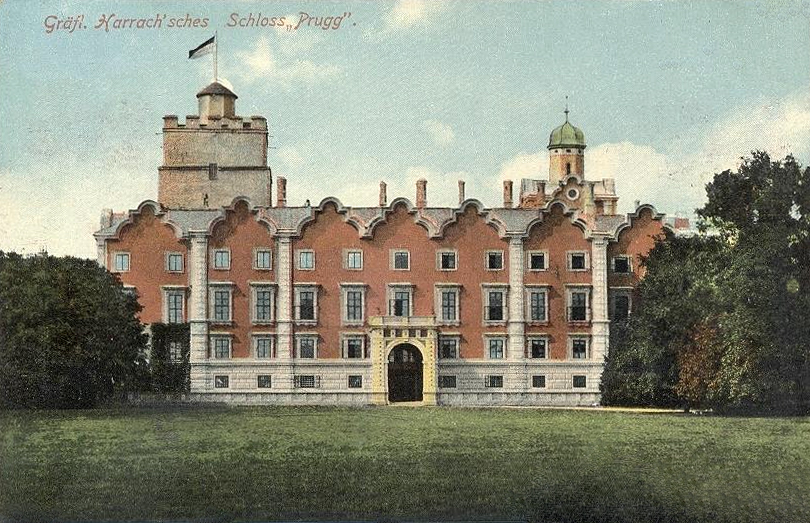
Schloss Prugg, Rückseite (um 1900)

Schloss Prugg, Historische Aufnahme des Portales von Passerini

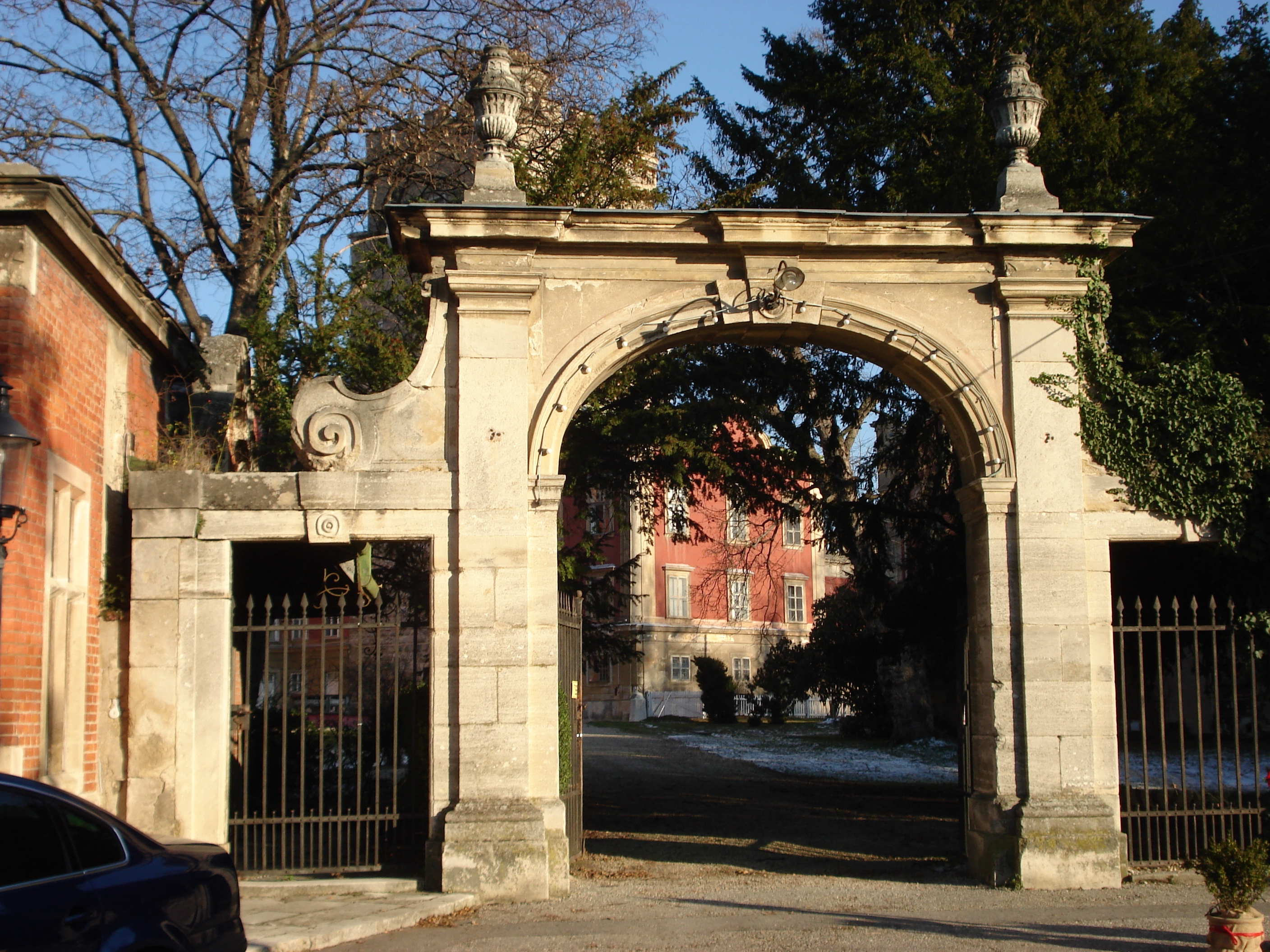
Heutiger Zustand

Das Schloss wurde ursprünglich als Burg zum Schutz gegen immer wieder einfallende Ungarn errichtet. Das Gebiet gehörte zu einer Schenkung aus dem Jahr 1074 von König Heinrich IV. an den Bischof von Freising. Zu dem Namen Ascherichsbrugge kam es durch den Bischof Ascherich, der um das Jahr 1000 das Erzbistum Gran leitete.
Nach einigen Besitzerwechseln fiel der Ort und die Herrschaft 1236 an die Babenberger. Die damalige Wasserburg wird 1242 das erste Mal urkundlich erwähnt. In unmittelbarer Nähe befindet sich eine Brücke über die Leitha, die schon unter den Römern wichtig war und die Reichsgrenze bildete. Daher hatte die Grenzburg eine große militärische Bedeutung und wurde im Mittelalter nie verliehen. Nur bei dringendem Geldbedarf wurde sie kurzfristig verpfändet. Dazu zählten beispielsweise die Kuenringer.
Die Burg hielt den Angriffen immer wieder stand. Nur 1484 musste sie wegen Proviantmangel nach einer sechswöchigen Belagerung durch die Ungarn aufgegeben werden. Aber 1490 war sie schon wieder im Besitz Maximilians I. Bei der Ersten Türkenbelagerung gegen Sultan Süleyman musste sie abermals aufgegeben werden.
Im Jahr 1560 wurde Ort und Burg an den Freiherrn Leonhard IV. von Harrach verpfändet, der auch schon Besitzer des benachbarten Rohrau war. Im Zuge des Dreißigjährigen Krieges ging sie vollends in das Eigentum des Reichsgrafen Karl von Harrach über. Er war Minister Ferdinands II. sowie Schwiegervater von dessen General Wallenstein, der hier am 25./26. November 1626 mit dem Ersten Minister Fürst Eggenberg zu einer Konferenz zusammentraf, um über Winterquartiere, neue Werbungen, die Bezahlung der Truppen und die Ausweitung seiner Vollmachten zu verhandeln. Als Wallenstein 1634 in Ungnade fiel und ermordet wurde, hielt sich seine Gemahlin Isabella bei ihrer Mutter in Prugg auf.
Durch einen Schutzbrief von Kara Mustafa Pascha blieb die Burg bei der Zweiten Türkenbelagerung 1683 verschont. Nach den Türkenkriegen wurde die Burg von Grund auf in das Schloss umgebaut. Von 1707 bis 1711 an ließ Aloys Thomas Raimund von Harrach, Landmarschall in Niederösterreich, das ältere Schloss in Bruck an der Leitha durch den Architekten Johann Lucas von Hildebrandt vollständig umbauen. Die Künstler, die mit Hildebrandt arbeiteten, waren die Bildhauer Ignaz Bendl, Giovanni Battista Passerini aus dem kaiserlichen Steinbruch, Giovanni Stanetti und Joseph Kracker, die Stuckateure Alberto Camesina und Santino Bussi, der Freskomaler Bartolomeo Altomonte. 
- Ignaz Bendl#Schloss Prugg in Bruck an der Leitha

Dokumentiert sind große Aufträge für die Steinmetzbruderschaft in Kaisersteinbruch. Das Innere wurde erst in den 1730er Jahren fertiggestellt. Weiter ausgebaut wurde das Schloss unter Reichsgraf Johann von Harrach im Jahr 1792, in dieser Phase wurden auch die Befestigungen geschleift.
Von 1854 bis 1858 erhielt das Schloss den neugotischen Tudorstil durch den englischen Architekten Edward Buckton Lamb (1805–1869). Mitte des 19. Jahrhunderts wurden auch das romantische Tor und das neugotische Haus des Parkaufsehers errichtet.
Im Jahr 1945 wurde das Schloss stark geplündert. Ein Teil der Einrichtung konnte jedoch wieder sichergestellt werden.
Das Schloss Prugg befindet sich nach wie vor in Familienbesitz der Familie Harrach und derzeitiger Schlossherr ist Beppo Harrach.

### Korrespondenz des Grafen mit seinem Kammerdiener Koch Friedrich
- Wien, 4. Mai 1708: Ihro hochgräfliche Excellenc, Hochgeborener Reichsgraf … Bericht erstatte, wie daß ich den 30. verwichenen Monats, nach Ihro Excellenc Befehl, nacher Bruck abgangen, und gleich darauf die Grundfest zu dem Neuen Stock habe ausmauern angefangen, mit welcher ich diese Woche verhoffe, fertig zu werden. Dazu ich den Jean Luca (Hildebrandt) auch diese Woche eilends abzuholen, um weitere Fortsetzung, … Habe auch bei dem Neuen Gebäu 12 Maurer wollen halten, dieses aber läßt sich nicht tun, indem ich auf einen Jedweden bis 500 Ziegel zu verarbeiten rechne, und die Fuhren, mir solche zuzuführen, ausreichend sind. Die kayserlichen Steinmetzen halten mich mit denen Dachungen vorderen Tores sehr auf, daß der Bildhauer seine Statuen nicht versetzen kann, zu welchem ich fast täglich schicke.
- Wien, 6. Juni 1708: Hochgeborener Reichsgraf, Euer Excellenc gnädiges, vom 30. Mai datiertes Schreiben, habe ich gehorsamst erhalten und gehorsamst Bericht erstatte, daß ich gestern mit dem Jean Luca zu Bruck bin gewesen, welcher die verfertigten Steiner vom Passerini auf das Tor hat aufsetzen lassen, … solle der untere Stock inner 12 Tagen in die Höhe kommen …
- Wien, 23. Juni 1708: Gehorsamst Euer Excellenc berichte, wie das Neue Gebäu ziemlichermaßen befördert wird … so ist alles bereit, jedes Fenster in sein Stand, bis zum Versetzen, des Passerini Steiner sind auch verfertigt, nach denen Feiertägen, sobald ich oder der Jean Luca abkommen werde können, solche versetzt werden.
- Bruck an der Leitha, 13. Sep. 1709: Ich ends Unterschriebener bekhenne, daß mir auf meine gelieferte Steinmetzarbeit der Rest von 158 fl von Herrn Johann Andreas Bertram zu meinen Handen richtig bezahlt worden. Battista Passerini
- Bruck an der Leitha, 31. Dez. 1710: Im Verzeichnis der Steinmetzarbeit des Paul Kögl, allhier in Bruck an der Leitha der Hinweis auf die Kayser Steinbröcherische Schneckhenstiegen im Schloßgebäude.
- Bruck an der Leitha, 30. Apr. 1713: Was in Ihro hochgräfliche Excellenc /:titl:/ Herrn Grafen Alois Thomas Raimund von Harrach in Dero Schloß nacher Bruck an der Leitha von hartem Kayser Steinbrucher Stein von mir zu endes Benannten gemacht und geliefert, wie folget: Erstlichen 4 große Streifstein auf die Ecken, jeder 15 fl – 60 fl, 325 Schuch 3 Zoll dicke Pflasterplatten im Pferdestall, je Schuch 13 kr 70 fl 28 kr Summa – 130 fl 28 kr. Johann Georg Haresleben.

## Harrachpark

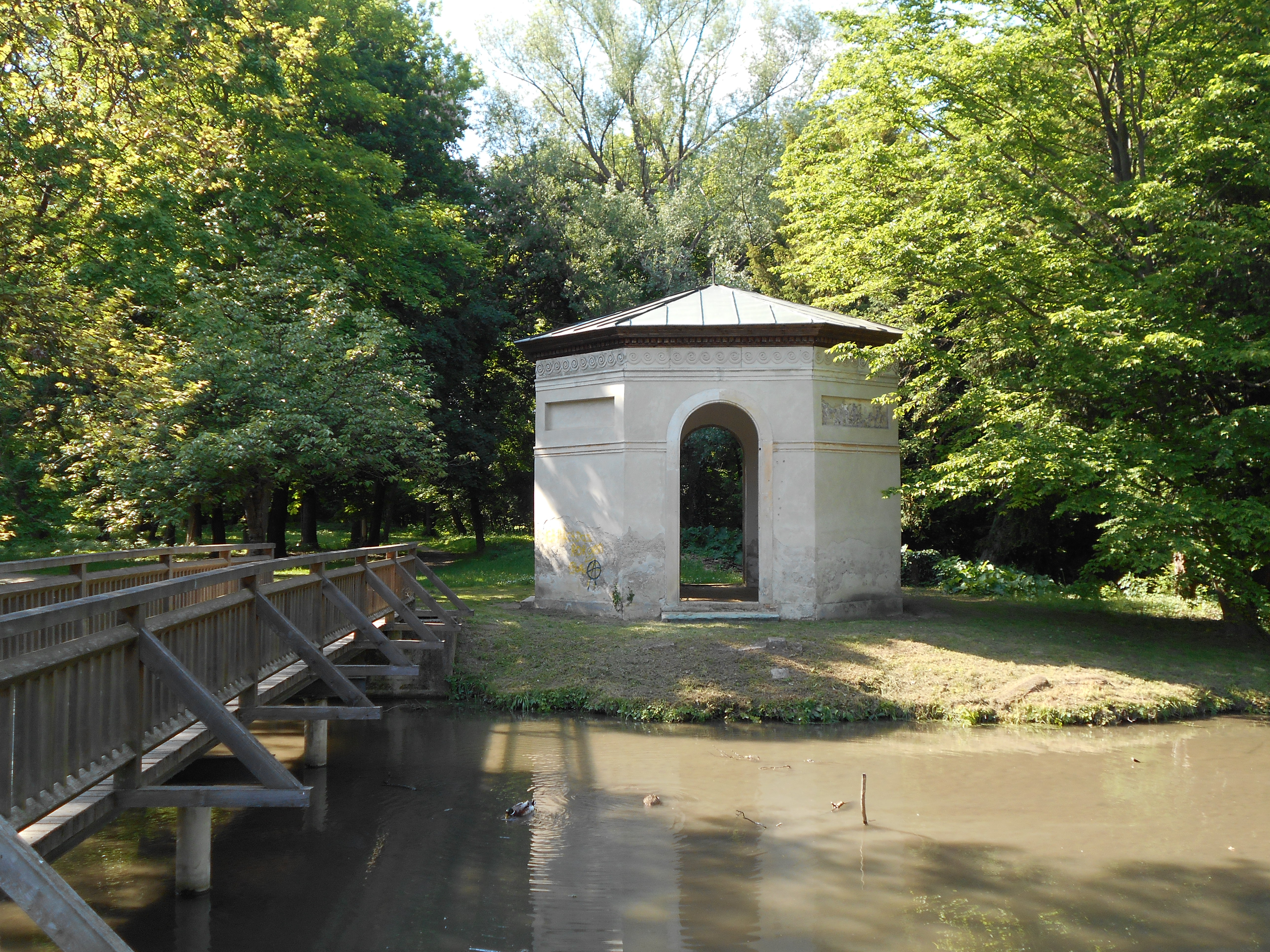
Der Pavillon im Harrachpark

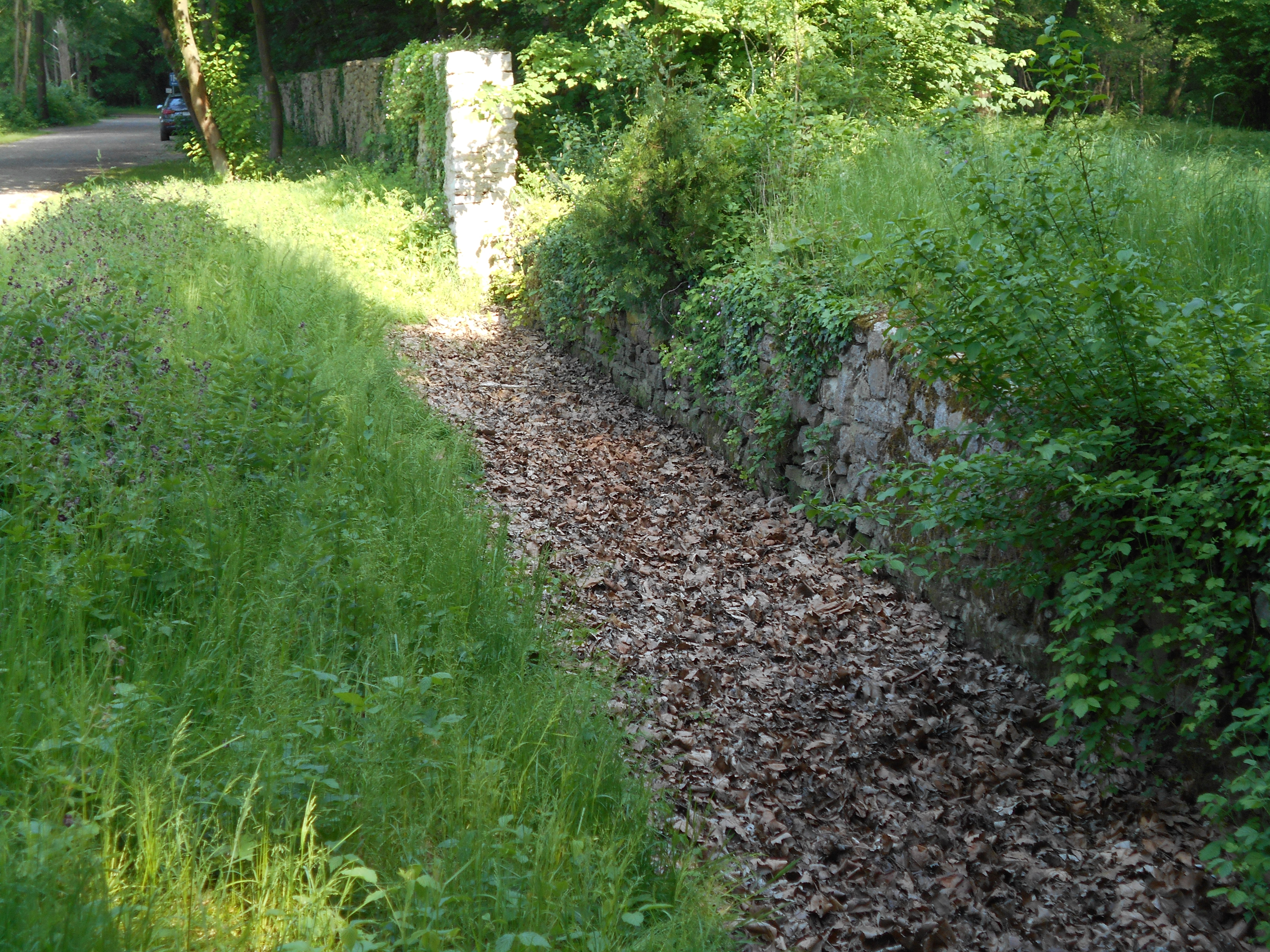
Einer der Aha-Gräben, die den Garten abwechselnd mit der Mauer begrenzen

Der Schlosspark Prugg, vorher wohl ein Renaissancegarten, über den nichts erhalten ist, wurde schon nach 1707 vermutlich von Hildebrandt selbst als barocker Zier- und Lustgarten innerhalb und nordöstlich außerhalb der Befestigungen angelegt. Die Boskette, Nutz- und Baumgärten zogen sich bis an die Leitha, und darüber hinaus – schon ins heutige Burgenland – in ein Jagdrevier. Seitenarme der Leitha-Flusses wurden miteinbezogen und waren per Boot befahrbar.
Um 1729 wurden die Gärten vom Pressburger Gärtner Friedrich Anton Hartung ergänzt. Die Gärten wurden schon zu dieser Zeit europaweit gerühmt.
Ab 1789 wurden die Gärten durch einen Landschaftsgarten ersetzt, der von Christoph Lübeck gestaltet wurde. Durch die Schleifung der Wehranlagen konnte der Park bis an das Schloss herangeführt werden. Der botanisch interessierte Johann von Harrach ließ zahlreiche Raritäten pflanzen, die bis heute den Kernbestand der Artenvielfalt bilden. Aufzeichnungen zufolge gab es bis zu 6000 verschiedene Baum- und Pflanzenarten. Der Park wurde bis zum Ersten Weltkrieg von bis zu 50 Gärtnern instand gehalten und gepflegt. Dadurch und als recht frühe Anlage gilt der Park als einer der bedeutendsten Landschaftsgärten Österreichs. Das durchwegs hölzerne Parkinventar ist nicht erhalten. Allerdings besteht ein steinerner Pavillon aus der Entstehungszeit, der noch zwei rudimentär erhaltene Reliefs mit antiken mythologischen Szenen zeigt.
Nachdem die Anlagen im mittleren 20. Jahrhundert in vergleichsweise schlechtem Zustand waren, wurde der Park ab 1999 im Rahmen des EU-geförderten Projekts Die Großen Gärten sukzessive im Zustand von um 1800 restauriert.
Als eines der wichtigsten gartenarchitektonischen Denkmale Österreichs steht der Park unter Denkmalschutz (Nr. 10 im Anhang zu § 1 Abs. 12 DMSG und in der Denkmalliste).
Ein Großteil des etwa 5½ Hektar großen Parks wurde von der Gemeinde gepachtet und ist öffentlich zugänglich. Es finden auch Führungen statt.
Inzwischen sind die Anlagen auch zu einem wichtigen Biotop seltener Arten geworden, so brüten hier über 50 Vogelarten. Daneben finden sich etliche andere bedrohte Tierarten und viele selten Pflanzen, daher bildet der Park – zusammen mit der Alten Leitha und der Leitha abwärts bis Gattendorf – ein Teilgebiet des Europaschutzgebiets Feuchte Ebene–Leithaauen (FFH, ESG 20/AT1220000, 52 km²).